# San Nicolò d'oro
San Nicolò d'oro è il nome non ufficiale, con cui sono comunemente chiamate le onorificenze cittadine conferite dal comune di Lecco. Il premio fu creato nel 1967 quando l'allora sindaco Alessandro Rusconi propose la creazione di una benemerenza civica per la città. La prima cerimonia avvenne il 6 dicembre del 1967 nella sala consiliare di palazzo Diaz.

## Regolamento
La benemerenza civica fu approvata con la delibera del Consiglio comunale n. 99 del 26 settembre 2011. Il regolamento fu poi modificato con la successiva delibera del Consiglio comunale n. 59 del 24 ottobre 2016.
L'articolo 1 afferma che la benemerenza viene assegnata a tutti coloro che hanno dato lustro alla città nel campo delle scienze, delle lettere, delle arti, dell’economia, del lavoro, della scuola, dello sport, per iniziative di carattere sociale, assistenziale e filantropico, per particolare collaborazione alle attività della pubblica amministrazione, per atti di coraggio o di abnegazione civica. 
L'articolo 2 del regolamento precisa che le civiche benemerenze possono essere anche conferite alla memoria, trascorsi dodici mesi dal decesso. Ogni anno vengono assegnati un massimo di 5 medaglie d'oro. 
L'articolo 7 precisa che si può incorre nella perdita della civica benemerenza qualora l’insignito se ne renda indegno.
Il San Nicolò d'oro è una medaglia d'oro che presenta da un lato il simbolo della città di Lecco e dall'altra San Nicolò, patrono della città.